# Villa d'Este
Villa d'Este er en renæssancevilla med tilhørende haveanlæg i Tivoli øst for Rom. Villaen og haven blev anlagt af kardinal Ippolito II d'Este, der af pave Julius III blev udnævnt til statholder i Tivoli. Kardinalen havde store planer for sin residens, som blev indrettet i et gammel benediktinerkloster, der blev omdannet efter renæssancens idealer. Ikke mindst blev der anlagt en stor have, der er præget af mange springvand.
Villa d'Este blev i 2001 optaget på UNESCOs verdensarvsliste, fordi renæssancens design og æstetik her demonstreres på enestående vis, og på grund af havens enestående indflydelse på indretning af haver i hele Europa.